# Fabien Delrue
Fabien Delrue (* 22. Juni 2000 in Sarcelles) ist ein französischer Badmintonspieler.

## Karriere
Fabien Delrue kam mit elf Jahren durch seine Schwester Delphine Delrue zum Badminton. Erste internationale Erfolge erspielte er 2015, als er mit William Villeger die Mittelmeermeisterschaften der Junioren gewann und an der Seite von Maxime Briot das Endspiel der Portuguese Juniors erreichte, mit dem er auch bei den Romanian Juniors im Folgejahr Zweiter wurde. 2017 siegte Delrue bei den Spanish Juniors und den Italian Juniors und wurde bei drei weiteren Juniorenturnieren Zweiter. Mit der französischen Nachwuchsmannschaft triumphierte er bei den Junioreneuropameisterschaften in seinem Heimatland. Außerdem war er mit seinem Sieg bei den Latvia International im Gemischten Doppel mit Juliette Moinard zum ersten Mal bei einem Wettkampf der Erwachsenen erfolgreich. Im Folgejahr gewann Delrue in zwei Disziplinen bei den Spanish Juniors und wurde beim Danish Junior Cup zwei Mal Vizemeister. Bei den Europameisterschaften der Junioren verteidigte er mit dem französischen Team seinen Titel und gewann sowohl mit Villeger im Herrendoppel als auch mit Moinard im Mixed das Kontinentalturnier. Im Herrendoppel erspielte er des Weiteren die Goldmedaille bei den internationalen Meisterschaften von Lettland. Während Delrue 2019 im Gemischten Doppel mit Vimala Hériau im Finale der Kharkiv International gegen Paweł Śmiłowski und Magdalena Świerczyńska unterlag, siegte das französische Duo bei den Greece Open gegen die Polen. Bei den Französischen Meisterschaften kam er im Herrendoppel unter die besten drei. Im nächsten Jahr erspielte Delrue mit der französischen Nationalmannschaft bei den Europameisterschaften die Bronzemedaille. Bei den nationalen Titelkämpfen wurde er mit Hériau Dritter. 2021 zog Delrue mit dem Nationalteam ins Endspiel der Europameisterschaften ein, wo seine Mannschaft gegen den Rekordmeister Dänemark unterlag. Im Folgejahr stand er in zwei Disziplinen bei den Französischen Meisterschaften auf dem Podium.

## Sportliche Erfolge
| Jahr | Veranstaltung                    | Platz | Disziplin    | Spielpartner     |
| ---- | -------------------------------- | ----- | ------------ | ---------------- |
| 2015 | Mittelmeermeisterschaft 2015     | 1.    | Herrendoppel | William Villeger |
| 2015 | Portuguese Juniors 2015          | 2.    | Herrendoppel | Maxime Briot     |
| 2016 | Romanian Juniors 2016            | 2.    | Herrendoppel | Maxime Briot     |
| 2017 | French Juniors 2017              | 2.    | Herrendoppel | Maxime Briot     |
| 2017 | Spanish Juniors 2017             | 1.    | Herrendoppel | Maxime Briot     |
| 2017 | Spanish Juniors 2017             | 2.    | Mixed        | Florine Dupont   |
| 2017 | Italian Juniors 2017             | 1.    | Herrendoppel | Maxime Briot     |
| 2017 | Italian Juniors 2017             | 2.    | Mixed        | Juliette Moinard |
| 2017 | Junioreneuropameisterschaft 2017 | 1.    | Mannschaft   | Frankreich       |
| 2018 | Spanish Juniors 2018             | 1.    | Herrendoppel | William Villeger |
| 2018 | Spanish Juniors 2018             | 1.    | Mixed        | Juliette Moinard |
| 2018 | Danish Junior Cup 2018           | 2.    | Herrendoppel | William Villeger |
| 2018 | Danish Junior Cup 2018           | 2.    | Mixed        | Juliette Moinard |
| 2018 | Junioreneuropameisterschaft 2018 | 1.    | Herrendoppel | William Villeger |
| 2018 | Junioreneuropameisterschaft 2018 | 1.    | Mixed        | Juliette Moinard |
| 2018 | Junioreneuropameisterschaft 2018 | 1.    | Mannschaft   | Frankreich       |

| Jahr | Veranstaltung                   | Platz | Disziplin    | Spielpartner     |
| ---- | ------------------------------- | ----- | ------------ | ---------------- |
| 2017 | Latvia International 2017       | 1.    | Mixed        | Juliette Moinard |
| 2018 | Latvia International 2018       | 1.    | Herrendoppel | William Villeger |
| 2019 | Kharkiv International 2019      | 2.    | Mixed        | Vimala Hériau    |
| 2019 | Greece Open 2019                | 1.    | Mixed        | Vimala Hériau    |
| 2020 | Französische Meisterschaft 2019 | 3.    | Herrendoppel | William Villeger |
| 2020 | Europameisterschaft 2020        | 3.    | Mannschaft   | Frankreich       |
| 2020 | Französische Meisterschaft 2020 | 3.    | Mixed        | Vimala Hériau    |
| 2021 | Europameisterschaft 2021        | 2.    | Mannschaft   | Frankreich       |
| 2022 | Französische Meisterschaft 2022 | 3.    | Herrendoppel | William Villeger |
| 2022 | Französische Meisterschaft 2022 | 3.    | Mixed        | Vimala Hériau    |